# Alexteroon
Alexteroon és un gènere de granotes de la família dels hiperòlids.

## Taxonomia
- Alexteroon hypsiphonus
- Alexteroon jynx
- Alexteroon obstetricans